# Kemény Albert
Dr. Kemény Albert (Bécs, 1899. január 27. – Munkács, 1941. október 14.) orvos, szakfogorvos, szakíró.

## Életútja
A császárvárosban született, ahol édesapja, a kassai születésű Dr. Kemény Dezső 23 éven át a Sanatorium Fürth vezető sebészfőorvosa volt.
Gyermekkorát Bécsben töltötte, és itt kezdte el iskolai tanulmányait.
Humánus szellemű, keresztény értékrendű, művelt családi légkörben nevelkedett.
Dr. Kemény Dezső szublimátmérgezés következtében 1908-ban már nem operálhatott, ezért fogorvosnak képezte át magát, majd 1910-ben feleségével és két fiú gyermekével hazaköltözött Kassára, a szülőházába, Fő utca 42. (ma: Hlavná ulica 56.), ahol fogorvosi magánrendelőt nyitott.
Kemény Albert a kassai fő gimnáziumban folytatta tanulmányait. Az első világháborúban az iskolapadból önként jelentkezett a harctérre. Elvégezte Wiener Neustadtban a tiszti iskolát – Theresianum Katonai Akadémia, más néven Bécsújhelyi Katonai Akadémia vagy Mária Terézia Katonai Akadémia (Theresianische Militärakademie) –, tartalékos főhadnagy volt.
Négy évig, 1918-ig szolgált Albániában a tűzvonalban: Durazzoban, Skutariban és máshol.
Ezután élethivatása felé fordult, orvosi tanulmányait a Budapesti Egyetem Orvoskarán és a prágai Károly Egyetemen végezte.

„Dr. Kemény Dezső kassai fogorvos fiát, Kemény Albertet a mai napon a prágai német egyetemen mint nostrificanst az összes orvostudományok tudorává avatták. A fiatal orvos atyjával együtt fog mint fogorvos működni. Speciális kiképzését a budapesti fogászati klinikán sajátította el, azonkívül a prágai német egyetemen 1925-ben megszerezte az „állami vizsgázott fogtechnikus“ jelleget is.
”

– Kassai Újság, Orvosi hír 1926. május 6., 102. szám, 4. oldal

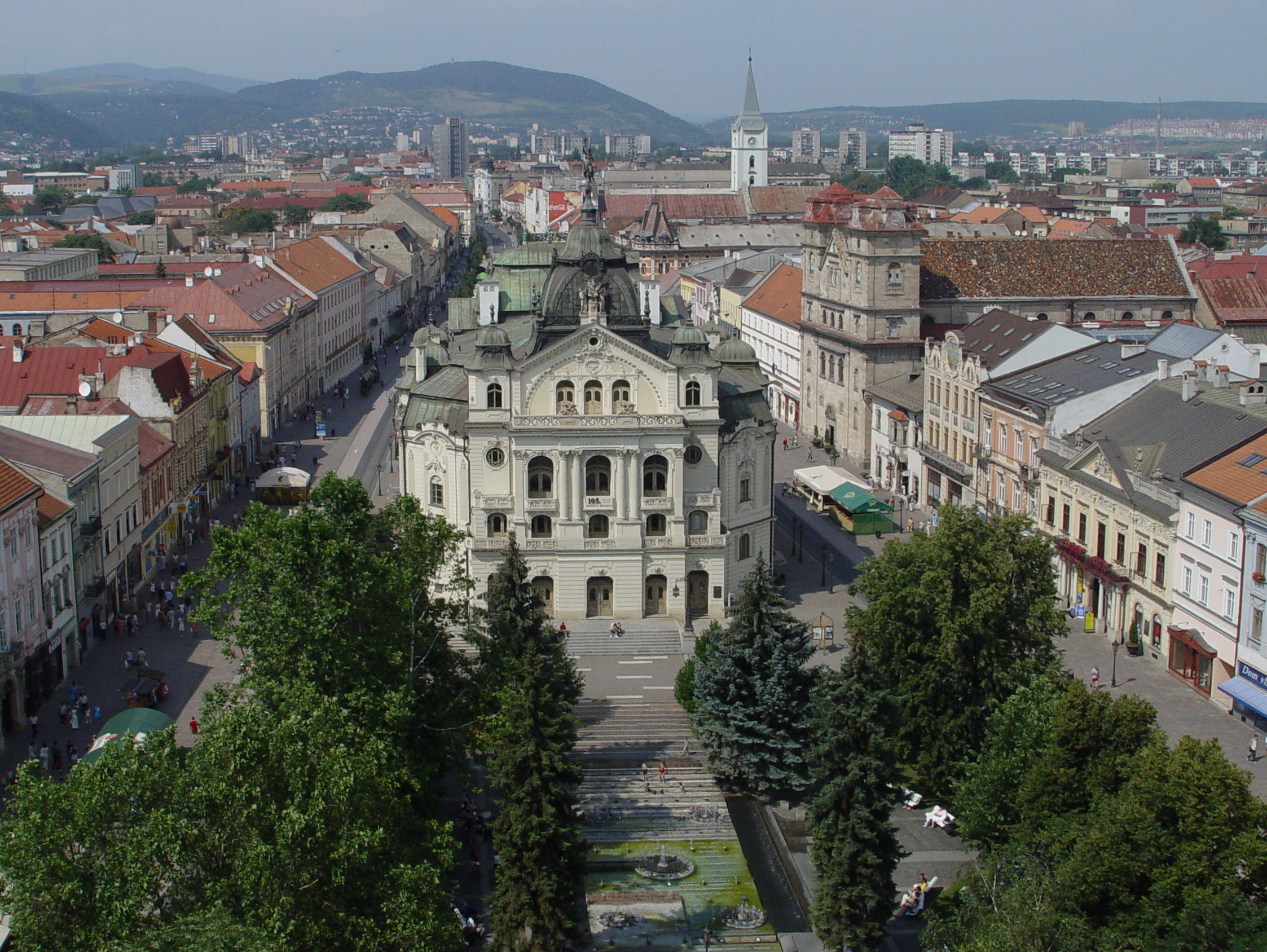
Kassa óvárosa, a színházzal, Fő utca

1926-ban, Dr. Kemény Dezső elhunyta után átvette édesapja fogorvosi rendelőjét és emellett dr. Kemény Albert a kassai mentőállomás vezető főorvosa és légóparancsnoka volt.

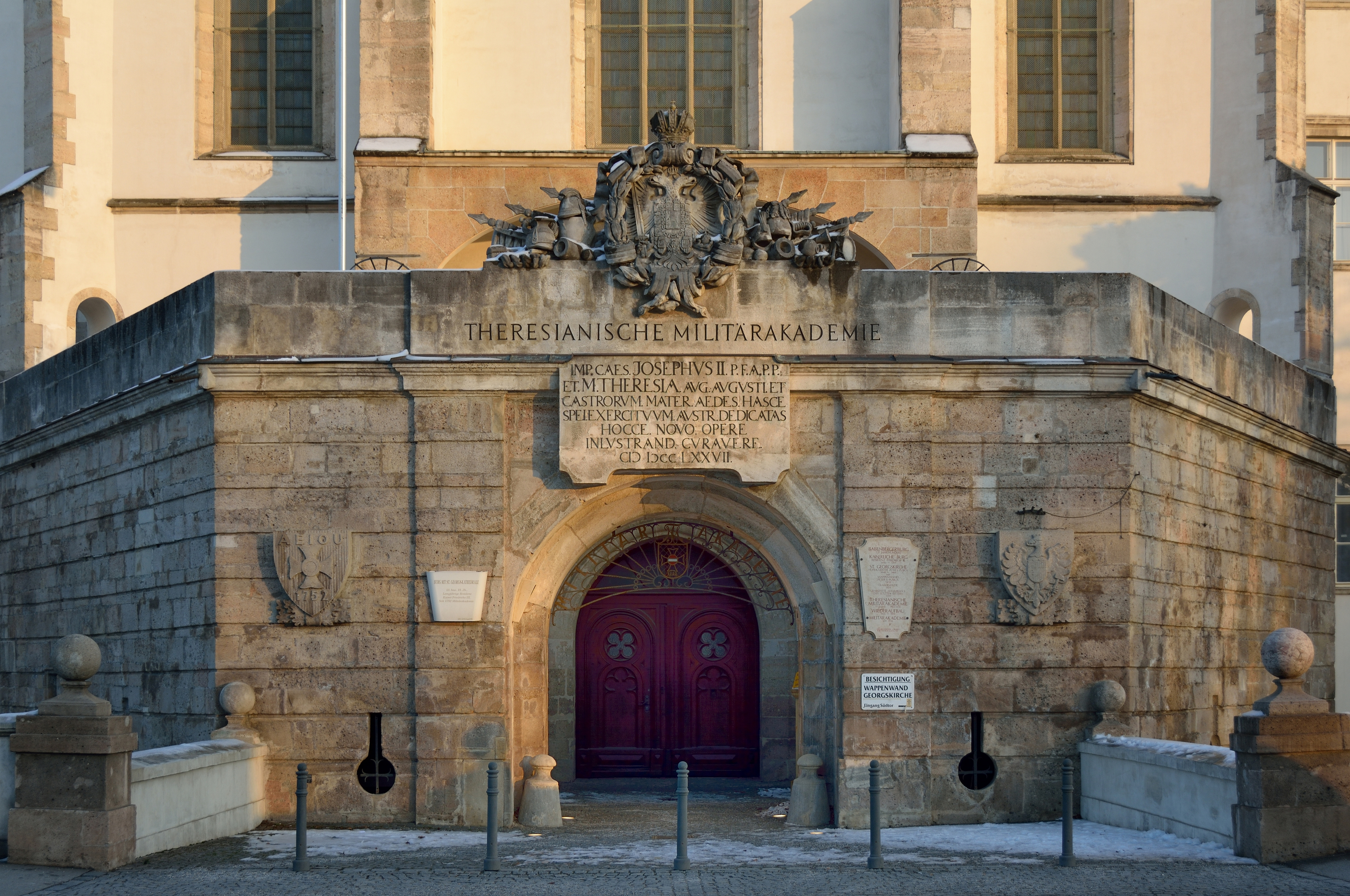
Mária Terézia Katonai Akadémia, Bécsújhely

Dr. Kemény Albert 1927-ben Kassán házasságot kötött Roba Saroltával. 
Dr. Kemény Albert magánrendelésén kívül közegészségügyi problémák felvetésével és megoldásuk lehetőségeivel is foglalkozott. Figyelemmel kísérte a külföldi kutatási eredményeket, a fogorvoslás tudományos alapjainak lerakását célozta meg és ültette át a gyakorlatba. Példa erre az iskolai fogászat fontossága tekintetében felvilágosító és népszerűsítő munkája, a gyermekfogászat elterjedésének elősegítése. Kapcsolatot tartott Szabó József dr. pesti egyetemi tanárral és Oravetz Pál klinikai tanársegéddel. 
Elismert szaktekintély, szakíró és szeretett orvos volt.
Szervezőkészsége orvosi tevékenységében sokoldalúan mutatkozott meg.

„Az iskolai fogorvoslás
(Bevezető)
Tudjuk, hogy a háború utáni időkben a fogszuvasodást éppoly népbetegségnek lehet tekinteni, mint az alkoholizmust, tuberkolózist, luest. Ez a tény adta meg a külföldi államok után, saját tapasztalataimmal egybekötve azt az impulzust, hogy megkíséreljem az iskolás gyermekek fogainak rendszeres kezelésének bevezetését a csehszlovák republika egész területén, de különösen annak szegényebb országaiban, Szlovenszkón és Ruszinszkón.A fogszú is azért válik általános kórrá, mivel az emberi hanyagságnál egy sokkal nagyobb faktor kényszerít erre — a szegénység. […]
A Jednota XXXIV. zs. fogorvosi szekciója az eszmét már magáévá is tette, és a következő felterjesztéssel élt az Egészségügyi Minisztériumhoz:
Egészségügyi Minisztérium
Prága 
A XXXIV. orvosi zsupa fogorvosi szekciója a pöstyéni alakuló gyűlésen 1929. február 24-én egyhangúlag elfogadta Dr. Kemény Albert ügyv. főtitkárnak ajánlatait a kötelező iskolai fogorvoslásra vonatkozólag a Csehszlovák Köztársaságban, de különösen Szlovenszkón és Podk.Ruszban. 
Bátorkodunk Önnel, Miniszter Úr, ezen ajánlatokat közölni, azon kéréssel, hogy ezeket a Köztársaság polgárainak egészsége érdekében tudomásul venni és végrehajtani kegyeskedjék. 
Dr. Kemény Albert, Dr. König Ignác, ügyv. főtitkár, Kosice, elnök Bratislava.”

– Dr. Kemény Albert: Az iskolai fogorvoslás. Kassai Újság, 1929. július 24. 167. szám

„— Kassai fogorvos kitüntetése. Az Association Stomatologique Internationale (Nemzetközi Szájsebészet Szövetség) dr. Kemény Albert kassai fogorvost bízta meg, hogy a szövetség 1931. évi világkongresszusán, melyet Budapesten tart meg, Csehszlovákiát képviselje s ezen célból a nemzeti bizottságot megszervezze. Dr. Kemény a megbízást elfogadta.
”

– Kassai Újság, Hírek 1930. december 25.

„Meleg ünnepség, illetőleg társasvacsora keretében búcsúztatták a kassai katolikus egyesületek és hívők Listyák Jenő magyar, hitoktatót belyi plébánossá történt kinevezése alkalmából. A Katolikus Legényegylethelyisége teljesen megtelt az ünnepelt paptársai, tisztelői, hívei és volt tanítványai sokaságával. [...] dr. Kemény Albert orvos a mentők nevében mondott szeretetteljes búcsúbeszédet.
”

– A kassai magyar katolikusok búcsúja Listyák Jenőtől. (Részlet) Prágai  Magyar Hírlap, 1934. március 4.

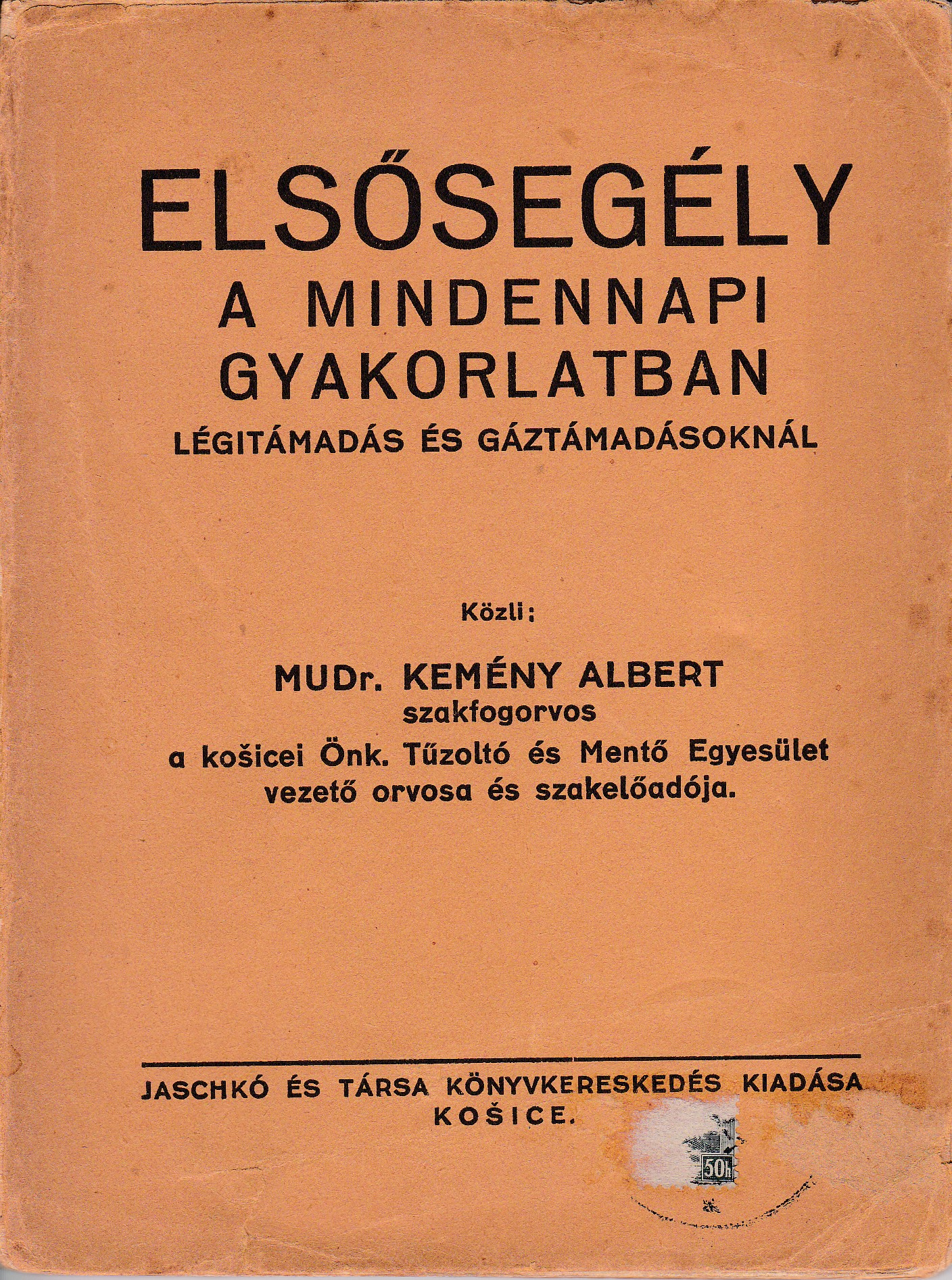
MUDr. Kemény Albert: Elsősegély a mindennapi gyakorlatban légitámadás és gáztámadásoknál, Kassa 1937

MUDr. Kemény Albert szakfogorvos a kassai Önk. Tűzoltó és Mentő Egyesület vezető orvosa és szakelőadója volt. 1937. tavaszán jelent meg az „Elsősegély a mindennapi gyakorlatban légitámadás és gáztámadásoknál” című kézikönyve.

„Előszó
Midőn első magyar mentőkönyvemet útnak indítom, úgy vélem hézagpótló munkát végeztem, különösen ma, mikor erre nemcsak a hivatalos kurzusokon, hanem a mindennapi életben is állandóan szükség van.
Értsék meg szándékomat, mikor önzetlenül segíteni akartam az embertársaimon, akkor, mikor a veszély pillanatában sokszor a legtehetetlenebbül áll. Itt megtalálunk mindent, amire addig lehet építeni, míg végleges segítség érkezik.
”

– MUDr. Kemény Albert szakfogorvos

„A tűzoltó- és mentőegyesület nagyszerűen el van látva a polgári légoltalmi gyakorlatokhoz szükséges felszerelésekkel. 
Kassa város lakosságának nem egyszer volt alkalma látni impozáns méretekben megrendezett légoltalmi gyakorlatokat, amelyeket az egyesület az egyes tanfolyamok záróvizsgáin bemutatott. A kassai mentő- és tűzoltóegyesület munkásságával kapcsolatban megkérdeztük Kemény Albert dr. vezető mentőorvost, aki teljesen újjászervezte a vezetése alatt álló mentőegyesületet. 
— Nagy és áldozatos munkát végez — mondotta — a kassai mentő- és tűzoltóegyesület
Nagyszerűen kiképzett tagok gyorsan és lelkiismeretesen látják el az embervédelem nehéz munkáját. 
Most kezdem meg a hivatásos tűzoltók mentőkurzusait, mert szeretném, hogy a tűzoltó is tisztában legyen a tűzeseteknél előforduló elsősegélynyújtással kapcsolatos tudnivalókkal. Nemsokára sor kerülhet a polgári légoltalmi gyakorlatokkal kapcsolatos tanfolyamokra is." 
A mentő- és tűzoltóállomás legénységének egészséges, öntudatos, áldozatkész szelleme a legnagyobb feladatok elvégzésére is képessé teszi a mentőegyesület tagjait.
”

– Felvidéki  Újság, 1939. március 12., 59. szám, A kassai mentők munkája az embervédelem szolgálatában  Elkészült az 1937-38 évi jelentés — Kemény Albert dr. mentőorvos a mentőegyesület munkájáról (részlet)

Kassa 1941-ben történt bombázásakor az első volt, aki segített, megmentvén több ember életét.

„Újabb ismeretlen részletek és hivatalos adatok a kassai bombatámadásról és a mentési munkálatokról
Négy héttel ezelőtt hullottak a városra a szovjet repülők bombái. A légoltalmi szolgálatosok önfeláldozó munkája
… Nagy érdemeket szerzett a bombatámadás utáni közvetlen első segélynyújtásban Kemény Albert dr., a kassai mentőállomás LEGO parancsnok-orvosa is. Őt rendelőjében érte a bombatámadás, és mert telefonösszeköttetést már nem kapott, mentőtáskájával lerohant a rendelőjével szemben lévő Keszler-féle gyógyszertárba, ahol egy vérző kislányt talált…[…] Míg a két mentőkocsi megérkezett, Kemény Albert dr. egy nagy vörös MÁV-autóbuszt és két magángépkocsit állított le az utcán, […] úgyhogy a bombatámadás utáni negyedik percben már öt gépkocsival roboghatott a bombatámadás színhelyére. A mentők ezután a bombatámadás napjának déli 1 órájától megszakítás nélkül hajnali 3 óráig dolgoztak.  ….
”

– Felvidéki Újság, 1941. július 26., 170. szám  (részletek)

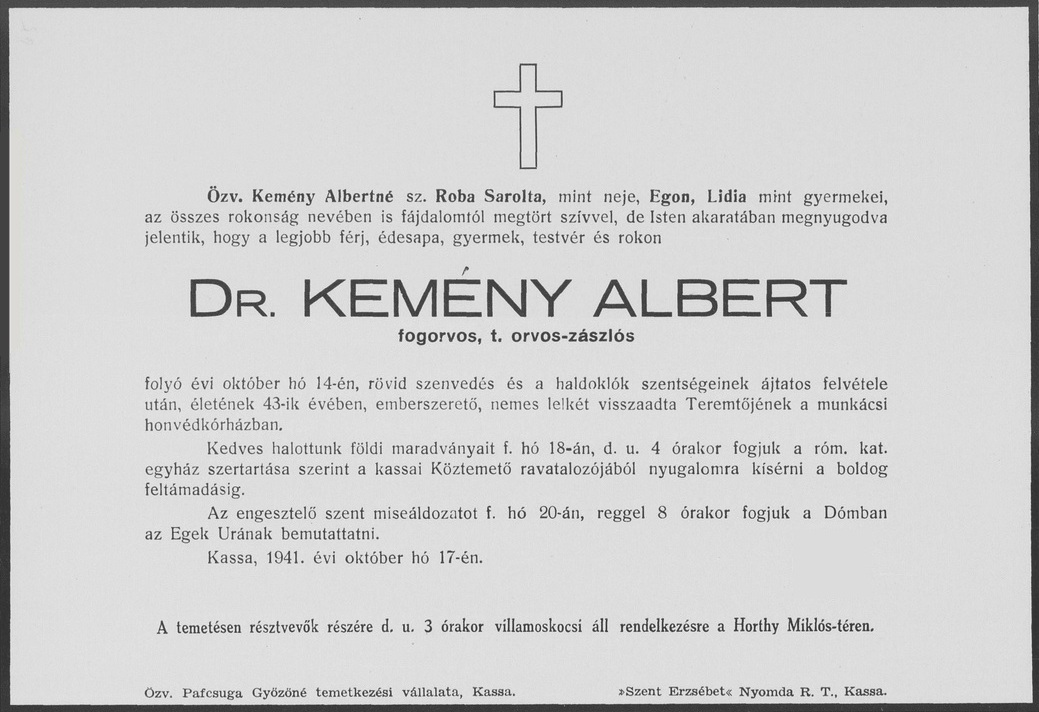

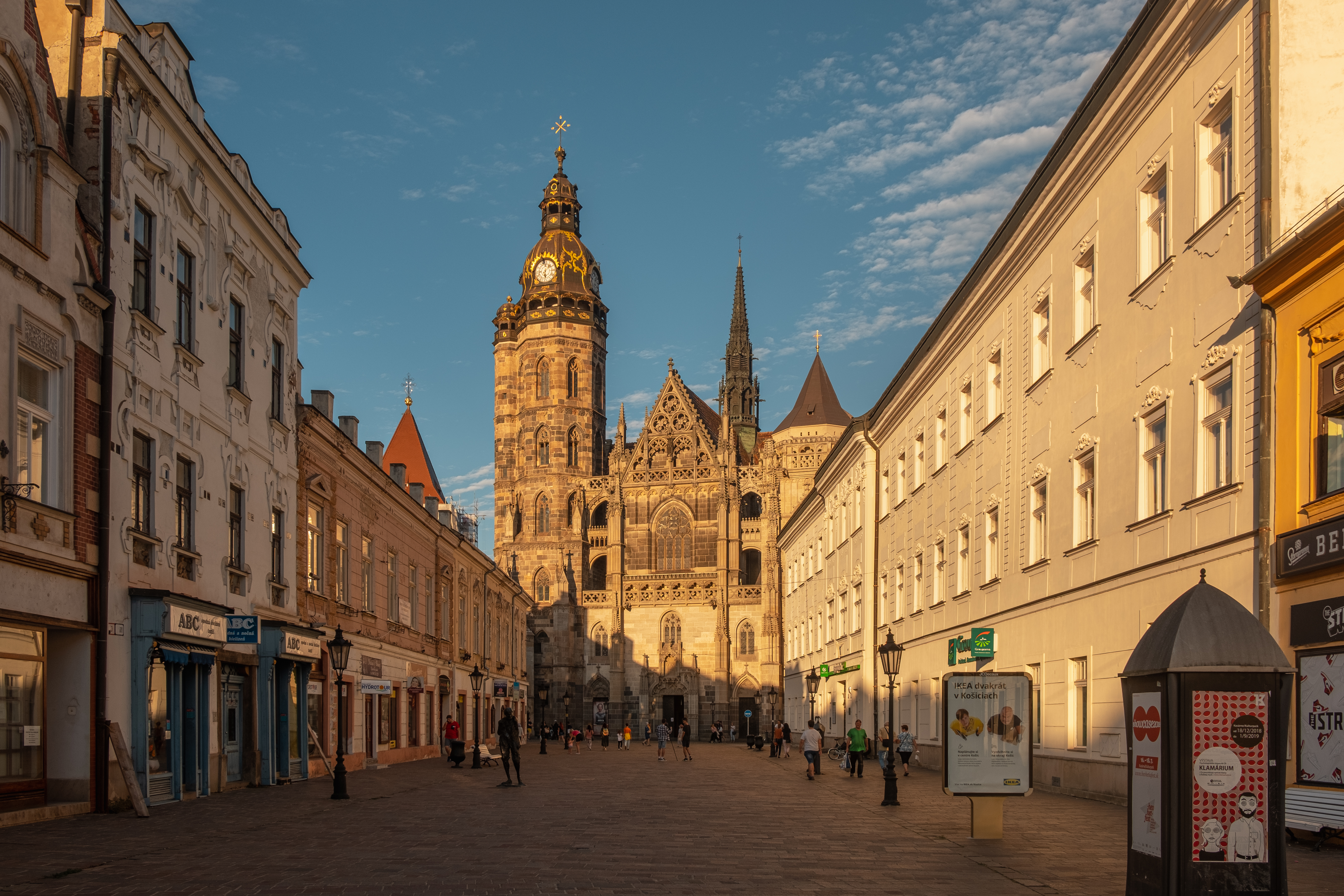
A kassai Dóm

Dr. Kemény Albert Munkácson, 1941. október 14-én, 43. életévében, honvédorvosi szolgálata teljesítése közben, tüdőgyulladás következtében elhunyt.

„Dr. Kemény Albert
[…]A rendkívül tehetséges fogorvos nagy népszerűségnek örvendett Kassán. Elsőrangú szakember volt a fogászat terén. Részt vett minden vöröskeresztes megmozdulásban, és már évekkel ezelőtt a kassai önkéntes mentőegyesület orvosa volt. Állandóan részt vett a kassai mentőtanfolyamok rendezésében, és mint mentőorvos igen hasznos szolgálatokat végzett. Előadásokat rendezett, és fanatikus lelkesedéssel hirdette, hogy milyen mérhetetlen nagy szükség van a mentőszervezetek nagyarányú kiépítésére. Munkálkodását figyelemmel kisérték illetékes helyeken, és igen nagy elismeréssel nyilatkoztak fáradhatatlan és mindig önzetlenül kifejtett ezirányú működéséről.
Mint szakíró tevékeny munkatársa volt az orvosi szaklapoknak. Élénk publicisztikai tevékenységet is fejtett ki. Állandó cikkírója volt a Felvidéki Újságnak. 
Meggyőződéses gerinces magyar ember volt az elnyomatás éveiben is. […]
”

– Felvidéki Újság, 1941. október 15., 236. szám, 3. oldal

## Temetése

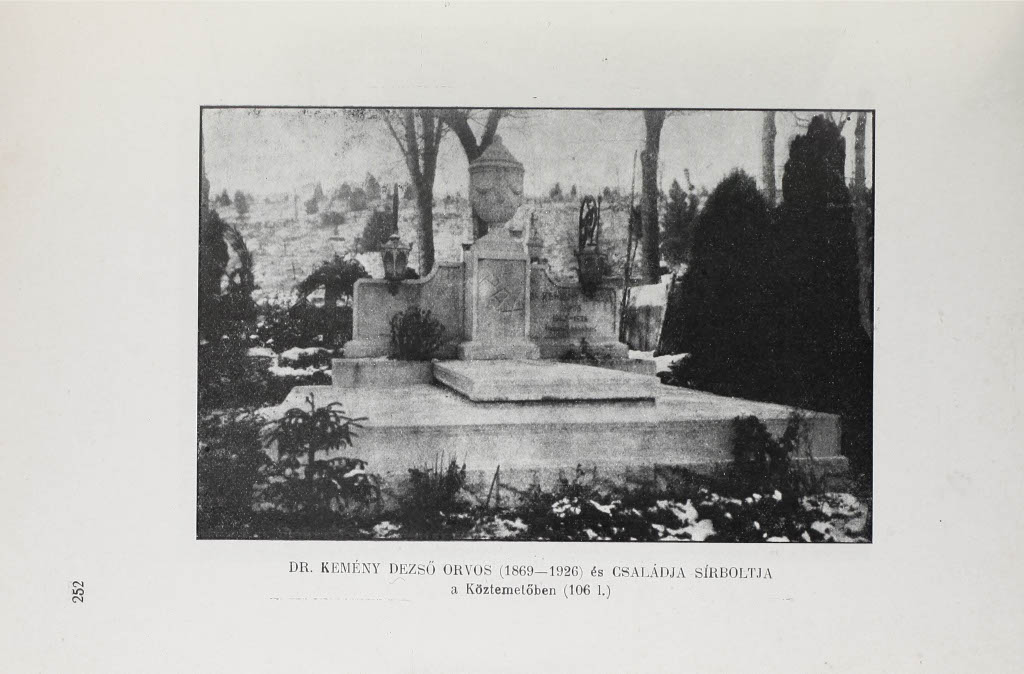
Dr. Kemény Dezső (1869–1926) orvos és családja sírboltja, Kassa, Köztemető 1926

Dr. Kemény Albert temetésén részt vevők számára villamoskocsi indult a Fő utcából a Köztemetőbe.

„Dr. Kemény Albert temetése
Szombaton délután volt Dr. Kemény Albert temetése a Köztemetőben. Ezrekre menő közönség jelent meg a nagy népszerűségnek örvendett, közszeretetben álló orvos temetésén, aki katonai szolgálat teljesítése közben betegedett meg, és a munkácsi honvéd helyőrségi kórházban halt meg.
Temetése teljes katonai pompával folyt le. A gyászszertartást Tost Barna prelátus végezte nagy papi segédlettel. Az elhunyt koporsójánál a gyászba borult család és rokonság tagjain kívül megjelentek a helyőrség tiszti küldöttsége, a különböző hatóságok képviselői, Dr. Payer Ervin az orvosi kamara kassai elnöke, vitéz László Árpád tűzoltófőparancsnok, dr. Kemény Albert régi osztálytársai, rengeteg ismerőse és rokonai. Könny csillogott az emberek szemében, amikor a sírnál Boruch Béla tűzoltótiszt a kassai tűzoltók és mentők nevében búcsúztatta el Dr. Kemény Albertet, aki annyit dolgozott önzetlenül a kassai mentőegyesületben és annyi jót tett mindenkinek, s hőslelkű magatartásával példát mutatott a kassai bombatámadás alkalmával és katonai szolgálata alatt is, hogy milyennek kell lenni a hazáért és a társadalomért önfeláldozó módon harcoló magyar orvosnak.”

– Dr. Kemény Albert temetése Felvidéki Újság, 1941. október 20. 240. szám

Dr. Kemény Albert fogorvos, t. orvos-zászlós engesztelő szent miseáldozatát 1941. október 20-án mutatták be a kassai Dómban.
Dr. Kemény Albert földi maradványai Dr. Kemény Dezső és családja sírboltjában nyugszanak, amelyet Wick Béla 1931-ben megjelent könyve (Kassa régi temetői, templomi kriptái és síremlékei, Košice Szent Erzsébet nyomda, 1931) fényképpel jelenített meg.
Kassa városa dr. Kemény Dezső orvos és családja sírboltját jelentős személyiségeinek védett sírjai között tartja nyilván.

## Családja
Szülei: Dr. Kemény Dezső orvos, sebész, szülész, nőgyógyász, fogorvos (Kassa, 1869. július 23.– Kassa, 1926. szeptember 6.) és dr. Kemény Dezsőné, szül. Smoglian Anna (Új Szőny, 1873. november 13. – Kassa, 1954. január 17.).
Testvéröccse: Kemény Egon kétszeres Erkel Ferenc-díjas zeneszerző (Bécs, 1905. október 13.– Budapest, 1969. július 23.)
Felesége Dr. Kemény Albertné szül. Roba Sarolta (Kassa, 1910. március 1.) Két gyermekük született: Egon 1928-ban és Lidia 1931-ben.

## Könyve
- MuDr. Kemény Albert. Elsősegély a mindennapi gyakorlatban légitámadás és gáztámadásoknál. Košice: Jaschkó és Társa Könyvkereskedés (1937)